# Grupo Banesco
Banesco Banco Universal, C. A. es una institución financiera de capital venezolano, cuya sede principal está ubicada en las Colinas de Bello Monte en Caracas.
Banesco de acuerdo al Informe de la Junta Directiva y de los Comisarios correspondiente semestral finalizado el 31 de diciembre de 2018 cuenta con una red de 328 puntos de atención en todo el país, más 109.395 puntos de venta y 1113 cajeros automáticos. Con más de 6 millones de clientes, actualmente es el mayor grupo bancario privado del país y el segundo de todos los bancos, cerrando 2018 con una cuota 222,7 millardos de bolívares en activos totales y de 17,13% en cartera de créditos.

## Historia
El grupo se estableció en el año 2007 con la finalidad de operar bajo la protección del Banco de España y de la Unión Europea en el tratamiento del régimen fiscal para las sociedades anónimas y la seguridad jurídica para sus inversiones en otros países, al margen de las autoridades financieras venezolanas. Está formado por diversas entidades en Panamá, República Dominicana, Estados Unidos, Colombia y España.
El banco procedió a impulsar cambios en su estructura societaria en España, con la vista puesta en crecer. Así, el grupo procedió a constituir Banesco Holding Hispania, fruto de la integración de otras filiales, entre ellas Banesco Holding Latinoamérica, Banesco Corporación Holding Hispania y Banesco Holding Financiero 2. Asimismo, procedió a la fusión de su holding en España con Banesco Dutch Holding BV, domiciliada en Holanda, por sus grandes ventajas fiscales.
En enero de 2015, Banesco Holding Hispania pasó a denominarse Abanca Holding Hispania.

## En España

### Compra del Banco Etcheverría
El gallego Banco Etcheverría, con sede en Betanzos, en 2002 vendió el 37,12 % de su capital a Caixa Galicia, y, en abril de 2013, Banesco adquirió el 44,73 % de Banco Etcheverría de NCG Banco, heredero de los activos financieros de Caixa Galicia, así como parte de la participación de la familia Etcheverría. De esta manera, el 69,74 % del capital social de Banco Etcheverría pasó a ser propiedad de la entidad venezolana. Además, el presidente de Banesco, fue nombrado vicepresidente del consejo de administración de Banco Etcheverría.
La entrada del primer banco privado de Venezuela incluía la compra del 44,7 % que poseía Novagalicia. Posteriormente, con la salida de parte de la familia fundadora, los Etcheverría, Juan Carlos Escotet se hacía con máis del 70 % del centenario banco. Con la salida del Etcheverría, Novagalicia iniciaba un nuevo plan de desinversiones de acuerdo con los mandatos de Bruselas y, á su vez, la entidad con sede en Betanzos aceleraba su crecimeinto en la comunidad autónoma gallega con la apertura de 50 oficinas y la creación de alrededor de 200 puestos de trabajo. Tras la entrada de Banesco, Javier Etcheverría continúa como presidente y, el nuevo consejero delegado, Francisco Botas, hombre de confianza de Escotet, lidera el nuevo proyecto.

### Compra de Novagalicia Banco
El 19 de noviembre de 2013, el FROB, propietario de Novagalicia Banco después de su nacionalización, abrió el proceso de ofertas vinculantes para la puja de este banco. Los bancos interesados fueron Banco Santander, BBVA, La Caixa (CaixaBank) y Banesco, mientras que entre los fondos que apostaban por la entidad gallega estaban Guggenheim, WL Ross, JC Flowers e Anchorage. Las ofertas vinculantes deberían remitirse antes del 16 de diciembre y, una vez recibidas y "siempre que una no resulte sustancialmente más favorable que el resto", se abriría una segunda fase, en la que se seleccionarían "las tres entidades que hubieran presentado mejores ofertas". A estas tres se les pediría entonces que realizasen "su oferta definitiva".
Finalmente, el 18 de diciembre de 2013, el FROB anunció la adjudicación de la puja por Novagalicia Banco, ante la sorpresa de la mayoría de los observadores, que apostaban por un banco español, especialmente La Caixa, a Banesco, que presentó su oferta como Banco Etcheverría/Grupo Banesco. La adjudicación fue por 1.003 millones de euros, y sin solicitud de ayudas públicas. Banco Etcheverría/Grupo Banesco asumió el control de la entidad gallega con el compromiso de mantener la gestión, la sede y la obra social en Galicia, y el empleo, así como abordar la concesión de nuevos créditos a familias y pymes por un importe superior a los 9.000 millones de euros.
En junio de 2014, el NCG cambió su nombre a Abanca y se informó que la intención es inyectar más de 12.000 millones de euros en el tejido productivo.

## Filiales
- Banesco
- Banco Etcheverría
- Abanca
- Banesco Panamá[13]
- Banesco Puerto Rico[14]
- Banesco República Dominicana
- Banesco USA[15] (en inglés)
- Novagalicia Banco